# 초조본 집대승상론 권하
초조본 집대승상론 권하(初雕本 集大乘相論 卷下)은 대구광역시 달서구 계명대학교에 있는 고려시대의 목판본 불경이다. 2011년 2월 25일 대한민국의 보물 제1706호로 지정되었다.

## 개요
『집대승상론』은 대승불교의 요체를 집대성해 놓은 논서이다. 각길상지(覺吉祥智)가 짓고, 시호(施護)가 한역하였다. 5온(蘊), 12처(處), 18계(界), 12연생(緣生), 10바라밀(波羅蜜), 10지(地), 18공(空), 37보리분(菩提分), 4성제(聖諦), 4정려(靜慮), 4무량심(無量心), 4무색정(無色定), 8해탈(解脫), 입관(入觀)차제(次第), 3해탈문(解脫門), 6신통(神通), 다라니문(陀羅尼門), 10역(力), 4무외(無畏), 4무애해(無礙解), 대자(大慈) 대비(大悲), 18불공법(不共法), 4성문과(聲聞果), 진여(眞如), 무상(無相), 법계(法界) 등을 차례로 설명하고 있다.
이 책은 전체적으로 먹색이 흐릿하다. 권의 끝에는 후대에 만든 것으로 보이는 권축이 있고, 이 축에 두루 마는데 편리하도록 종이를 연미형으로 잘라 놓았다.
이 자료와 재조본의 해당 권수와 대비한 결과, 이 논의 제3장(8행 제10자)에 있는 “請”자는 “淸”, 제5장(22행 제4자)의 “徧”자는 “遍”으로 바뀌어져 있고, 또한 “著”자는 “着”으로 모두 고쳐져 있는 점이 주목된다.
공개된 국내 전본으로는 현재까지 유일하고, 상태 또한 양호한 편이다.

## 참고 자료
- 초조본 집대승상론 권하 - 국가유산청 국가유산포털